# Hololepta clauda
Hololepta clauda är en skalbaggsart som först beskrevs av Sylvain Auguste de Marseul 1860.  Hololepta clauda ingår i släktet Hololepta och familjen stumpbaggar. Inga underarter finns listade i Catalogue of Life.